# That's a Rack
That's a Rack è un singolo del rapper statunitense Lil Uzi Vert pubblicato il 9 aprile 2019 tramite Atlantic Records.

## Descrizione
Inizialmente doveva far parte dell'album in studio Eternal Atake assieme a Sanguine Paradise ma successivamente è stato escluso ed è stato pubblicato come singolo lo stesdso giorno di Sanguine Paradise. È stata prodotto da Oogie Mane e Nick Mira.

## Video musicale
Il video musicale, diretto da DAPS, è stato pubblicato il 24 aprile 2019.

## Tracce
1. That's a Rack – 3:56

## Classifiche
| Classifica (2019) | Posizione massima |
| ----------------- | ----------------- |
| Canada            | 77                |
| Stati Uniti       | 76                |